# Ion Negulici
Ion D. Negulici, né  en 1812 à Câmpulung (dans le județ de Muscel en Valachie) et mort le 5 avril 1851 à Constantinople est un peintre roumain, qui a participé à la Révolution roumaine de 1848. Il est considéré comme un des meilleurs plasticiens roumains de la première moitié du XIXe siècle.

## Biographie

### Formation
Ion Negulici s’initie à l’art dans une école de peinture d’icônes et, à Bucarest, dans l’atelier d’arts décoratifs de Maria Rosetti, puis en 1827 au collège national Saint-Sava, dont le directeur est Eufrosin Poteca. Faute de moyens, il doit quitter Bucarest pour retourner à Câmpulung, mais part en 1830 à Iași rejoindre son frère qui a épousé une parente d’un boyard de Moldavie. À Iași, Negulici étudie la peinture dans l’atelier de  Niccolò Livaditti, un jeune Grec qui a voyagé en Orient et à Constantinople et après une vie aventureuse s’est récemment installé en Moldavie ; proche des Carbonari,  avec lesquels il s'est battu lors de la révolution de 1821, il avait dû quitter l'Italie après la défaite.  Durant ces années, Negulici suit aussi les leçons de Gheorghe Asachi à la Școala de la Trei Ierarhi  (École des Trois Hiérarques).
En 1833, il décide de partir pour Paris avec un groupe de jeunes boyards comprenant Vasile Alecsandri, Alexandru Ioan Cuza et Nicu Doncan. À Paris, il entre dans l’atelier de Léon Cogniet, un adhérent du classicisme, bon professeur et portraitiste. Negulici suit attentivement ses leçons de dessin et de lithographie, mais commence aussi sur la suggestion de Cogniet à peindre de nombreux portraits dont ceux de Dimitrie Brătianu et d’Alexandru Golescu-Albul, le fils de Dinicu Golescu.

### Premières activités politiques et picturales

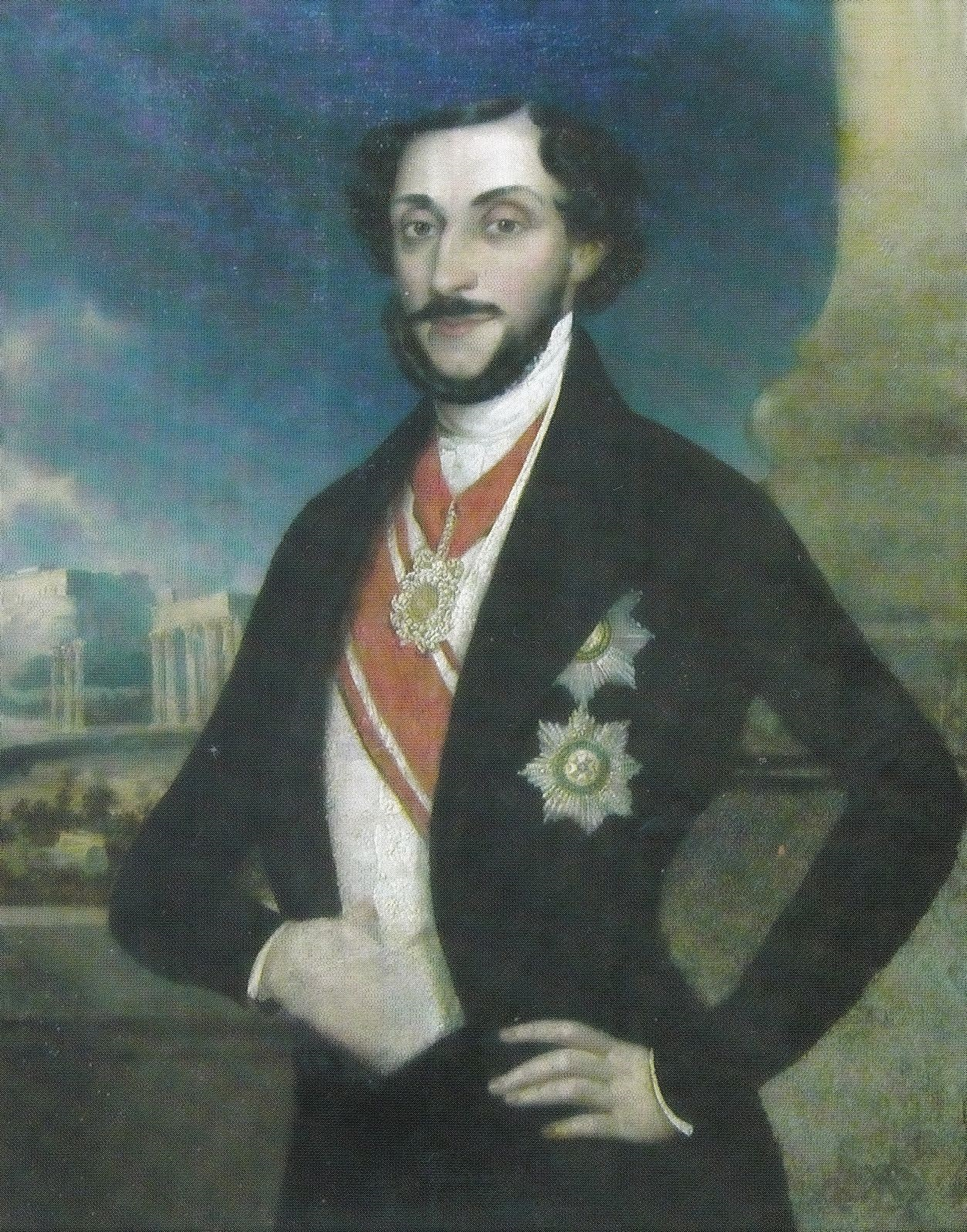
Portrait de Barbu Știrbei

Dimitrie Negulici, le père du peintre, meurt en 1837 et, sans soutien financier, Ion Negulici doit rentrer à  Câmpulung. C’est de cette période que date le tableau « Paysage de Câmpulung » ; par ailleurs, Negulici a beaucoup de commandes de  portraits. Mais le 10 novembre, il se rend à Bucarest où Ion I. Câmpineanu et ses partisans du mouvement pour l’émancipation nationale  demandent la  déportation de Ghica, l’unification des principautés et l’adoption d’une nouvelle constitution. La familiarité de Negulici avec les idées révolutionnaires, par son contact avec le cercle carbonari de Livaditti, le rend particulièrement réceptif à la situation politique.
Il ne rejoint pas Campineanu, mais les jeunes libéraux revenus de Paris, où il les a connus, et qui vont jouer un rôle important dans le mouvement national de Valachie : Constantin Alexandru Rosetti, l’acteur Constantin Aristia, Dimitrie Brătianu. 
Au printemps 1839, son passage à travers la Grèce est signalé par le journal athénien Le Siècle : « Mr. Negulici, pendant son bref séjour en Grèce, a laissé le brillant témoignage d’une remarquable habileté et d’un rare talent dans l’art de la peinture ». À Athènes, Negulici peint le portrait d’un médecin célèbre et de plusieurs boyards roumains, dont Barbu Démètre Știrbei. Arrivant ensuite à Constantinople, il reçoit une commande d'Étienne Vogoridès, le beau-père du dirigeant de Moldavie, Mihail Sturdza,  dont il fait le portrait ; il refuse en revanche, de retour dans son pays natal, de faire celui de Sturdza.

### Un album sur la Roumanie

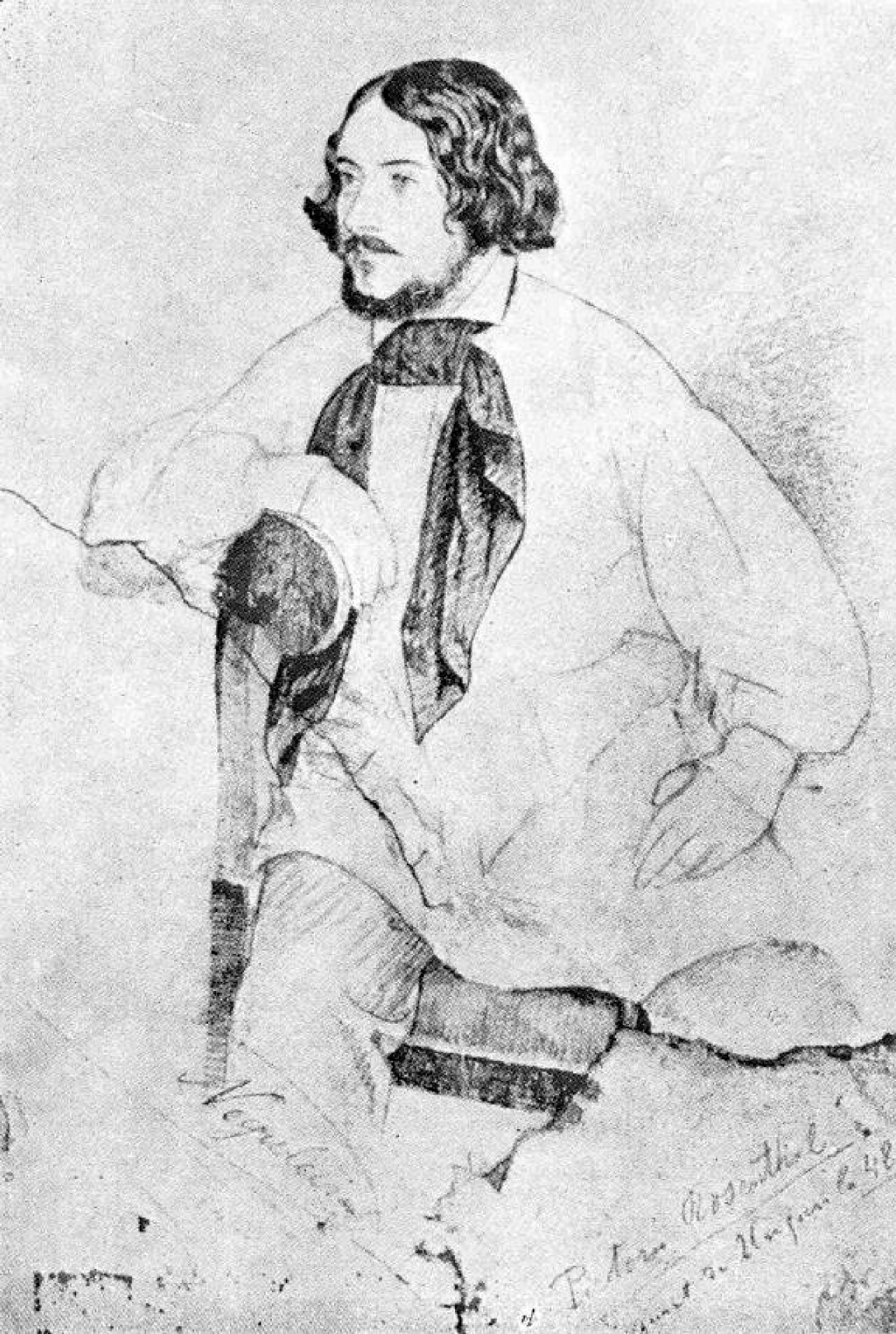
Constantin Rosenthal, dessin de I. Negulici

Fortement recommandé par Ion I. Câmpineanu et Petrache Poenaru auprès du prince Alexandru Ghica, Negulici se voit confier la réalisation d'un album de lithographies sur différents aspects de la Valachie, ports, monuments, costumes militaires et civils, afin de le distribuer à l’étranger pour mieux faire connaître les réalités de la principauté. Il travaille un an sur cet album, de 1840 à l’été 1841,  et en octobre 1841 retourne à  Paris, où il étudie dans le  studio de Michel Martin Drolling, un artiste de quelque renom qui continue la tradition de l’école de Jacques-Louis David. Mais le remplacement d’Alexandru Ghica par Gheorghe Bibescu, réfractaire au projet d’album, change les projets de Negulici : faute de recevoir les subsides promis, il se retrouve en prison pour dettes, puis libéré, doit quitter Paris en avril 1842. Il s’arrête à Vienne pour travailler quelque temps dans un atelier de lithographie, améliorant les compétences acquises auprès de Cogniet ; il devient un fervent partisan de l’introduction de cette méthode de multiplication graphique, permettant de propager l'art et la culture à un moindre coût.
À Vienne, il rencontre le jeune peintre Constantin Daniel Rosenthal qu’il convainc de revenir avec lui en Valachie.

### Journaliste et traducteur en vue d'une culture pour tous
L’arrivée de Negulici à Iași est annoncé dans le premier journal roumanophone, Le Courrier roumain (Curierul romanesc), avec qui il commence en 1843 une intense collaboration. C’est aussi la période pendant laquelle ses activités politiques s’intensifient ; il organise chez lui de longues discussions avec Nicolae Bălcescu, Ion Ghica, Major Tell, Alexandru Golescu (Arapila), Cezar Bolliac, Dimitrie Bolintineanu et Rosetti, tout juste rentré de Paris. En même temps, avec l'objectif de développer l'accès à la culture internationale en Moldavie et Valachie, il incite Ion Heliade Rădulescu, le rédacteur du Courrier, à traduire des auteurs importants, par exemple Shakespeare.
Le 1er octobre 1845, Negulici prend la direction du Courrier roumain, en remplacement de Heliade-Rădulescu, parti à Leipzig acheter du matériel d’impression. Il soutient la cause de la nouvelle littérature, traduisant  et écrivant lui-même un roman, Samoil le marchand et un drame Foi, Espoir et Charité (maintenant considéré comme perdu).  Il compose aussi un Vocabulaire roumain pour expliquer les néologismes qu'il a dû utiliser dans ses traductions et fait des plans « pour une bibliothèque universelle, morale, littéraire, économique, scientifique, etc., pour l’éducation de tous,  des deux sexes, de l’enfance à l’âge mûr ». Cette liste complète celle écrite par Ion Heliade-Rădulescu, lui-même inspiré par le projet de bibliothèque universelle d’Aimé Martin.  Les compléments de Negulici incluent par exemple Épictète, Dugald Stewart (Essai de philosophie morale), Jonathan Swift (Les Voyages de Gulliver, qu'il illustre de ses propres lithographies) et Bernardin de Saint-Pierre, ainsi que des sections sur l’agriculture, l’hygiène, la théorie de l’art, l’éducation. Il projette aussi un dictionnaire géographique, un autre sur la mythologie et un autre encore consacré aux personnalités importantes. Un an plus tard, cependant, il retourne à la peinture et ne publie plus dans le Courrier roumain,.

### Révolution de 1848 et exil
Membre de la société révolutionnaire « La Fraternité », Negulici participe activement au mouvement de 1848, imprimant des manifestes et se livrant à une grande activité organisationnelle. Le gouvernement révolutionnaire le nomme préfet du județ de Prahova.  Mais après l’écrasement de la révolution, il doit partir en exil, d'abord en Transylvanie, puis à Bursa, où la phtisie dont il souffre s'aggrave, et il meurt le 5 avril 1851 à Constantinople où il se rend dans l'espoir d'un traitement ; il est inhumé auprès de son ami Barbu Iscovescu à Pera.

## Œuvre

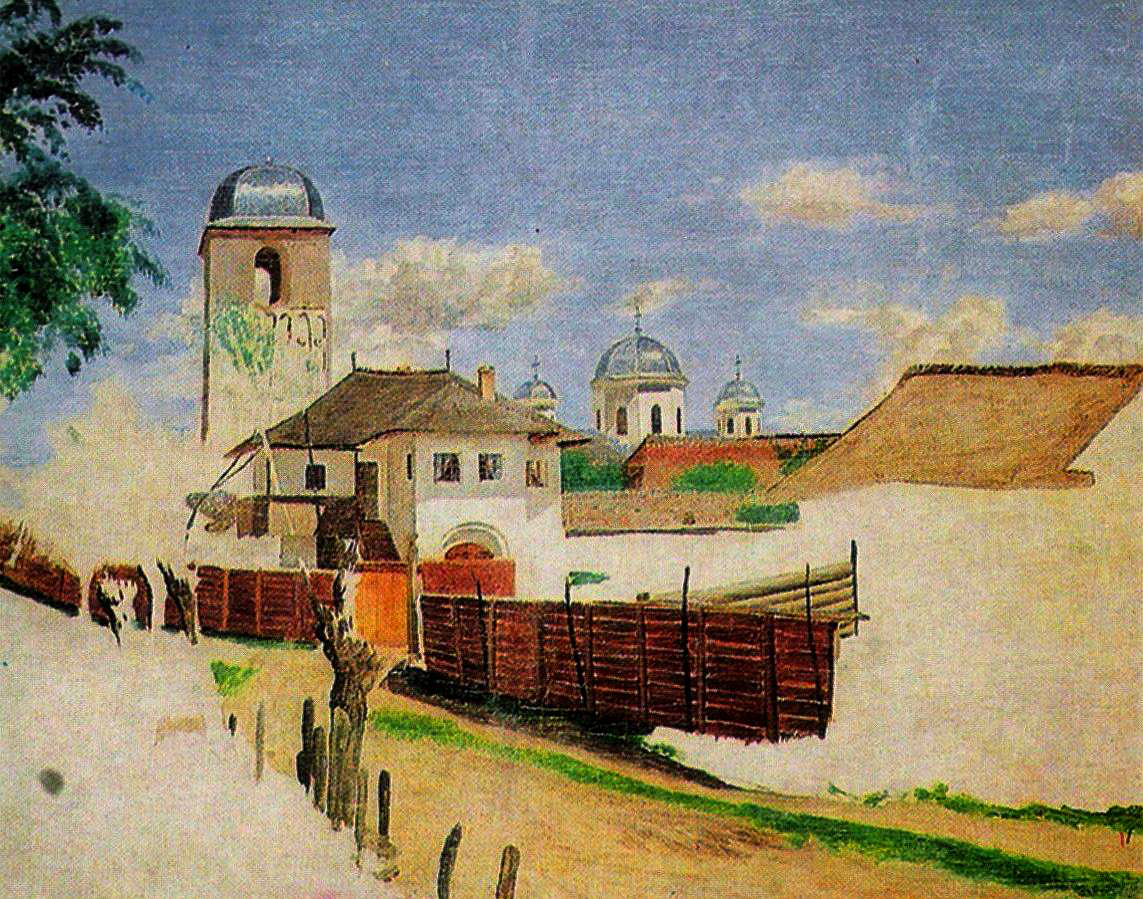
Paysage de Câmpulung

Brisant avec une tradition de miniaturistes et l'un des premiers artistes roumains partis étudier en France, Ion Negulici est considéré comme un des peintres les importants de la première moitié du XIXe siècle dans les régions de la future Roumanie. En particulier, il y a importé le genre « paysage ». Son œuvre, composée de dessins, de lithographies et d'huiles, inclut de très nombreux portraits, comme ceux de Cezar Bolliac, Nicolae Bălcescu, Constantin Rosetti, CD Aricescu, Iancu Manu, Dimitrie C. Bratianu, Ion Heliade Rădulescu, Ion Niţă Magheru, Alexandru Zanne, Cristian Tell, de Constantine Daniel Rosenthal et Nicolae Pleşoianu. Certains portraits adoptent la technique de l'aquarelle, comme « La femme en bleu ». Il a aussi peint de nombreuses miniatures.

## Hommages

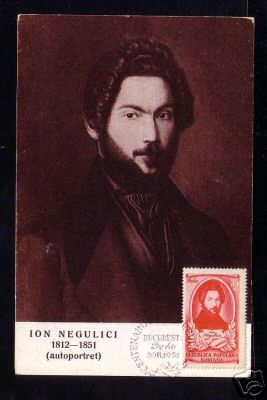
Ion Negulici.

- Un buste de Ion Negulici se trouve à Ploiești, près de l'entrée des artistes du théâtre municipal Toma Caragiu, près de la maison Ergas où l'on pense que la préfecture était située lors de la révolution de 1848. Ce buste remplace une plaque placée en 1968 et qui disait : « Dans cette maison, le peintre révolutionnaire Negulici (1812-1851) a été préfet du  județ de Prahova pendant la révolution of 1848 »[2].
- La poste roumaine lui a consacré un timbre en 1951.
- Des rues portant son nom se trouvent à Bucarest et à Câmpulung.